# Ancylometes birabeni
Ancylometes birabeni är en spindelart som först beskrevs av Carcavallo och Martínez 1961.  Ancylometes birabeni ingår i släktet Ancylometes och familjen Ctenidae. Inga underarter finns listade i Catalogue of Life.